# Marianne Heemskerk
Marianne Yvonne Heemskerk (ur. 28 sierpnia 1944 w Rotterdamie) – holenderska pływaczka, srebrna medalistka olimpijska z Rzymu.
Specjalizowała się w stylu motylkowym i zmiennym. Zawody w 1960 były jej pierwszymi igrzyskami olimpijskimi w których zajęła drugie miejsce na dystansie 100 metrów motylkiem, wyprzedziła ją Amerykanka Carolyn Schuler. Startowała również na igrzyskach w 1964 w Tokio, już bez sukcesów. W 1962 zdobyła brąz mistrzostw Europy (100 m motylkiem), była rekordzistką globu na dystansie 200 metrów stylem motylkowym.
Jej mężem był Jacob Oudkerk.